# Musée des civilisations lyciennes
Le musée des civilisations lyciennes (turc : Likya Uygarlıkları Müzesi) est un musée archéologique situé dans la ville de Demre en Turquie et consacré à la civilisation lycienne.
Le musée se trouve sur le site archéologique de l'ancienne ville d'Andriake et expose pas moins de 1009 artefacts provenant des fouilles dans plusieurs villes lyciennes.
Le musée a été inauguré le 25 juin 2016 en présence du ministre turc de la Culture et du Tourisme Nabi Avci.

## Description
Le musée comporte deux partiesː
- Une partie en plein air comportant les ruines d'anciennes églises, d'une synagogue, une citerne souterraine d'eau et plusieurs autres monuments.

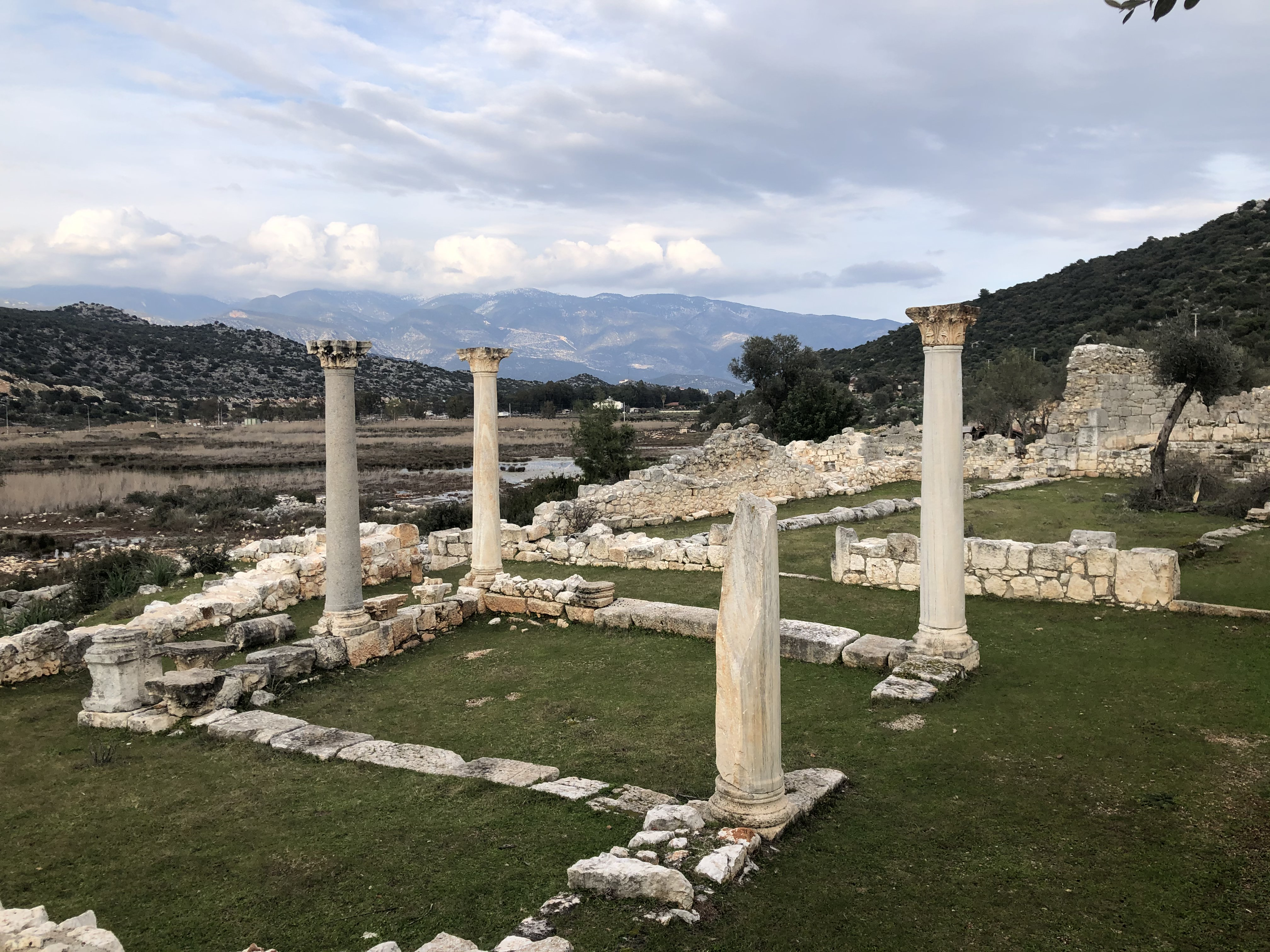
Chapiteaux corinthiens
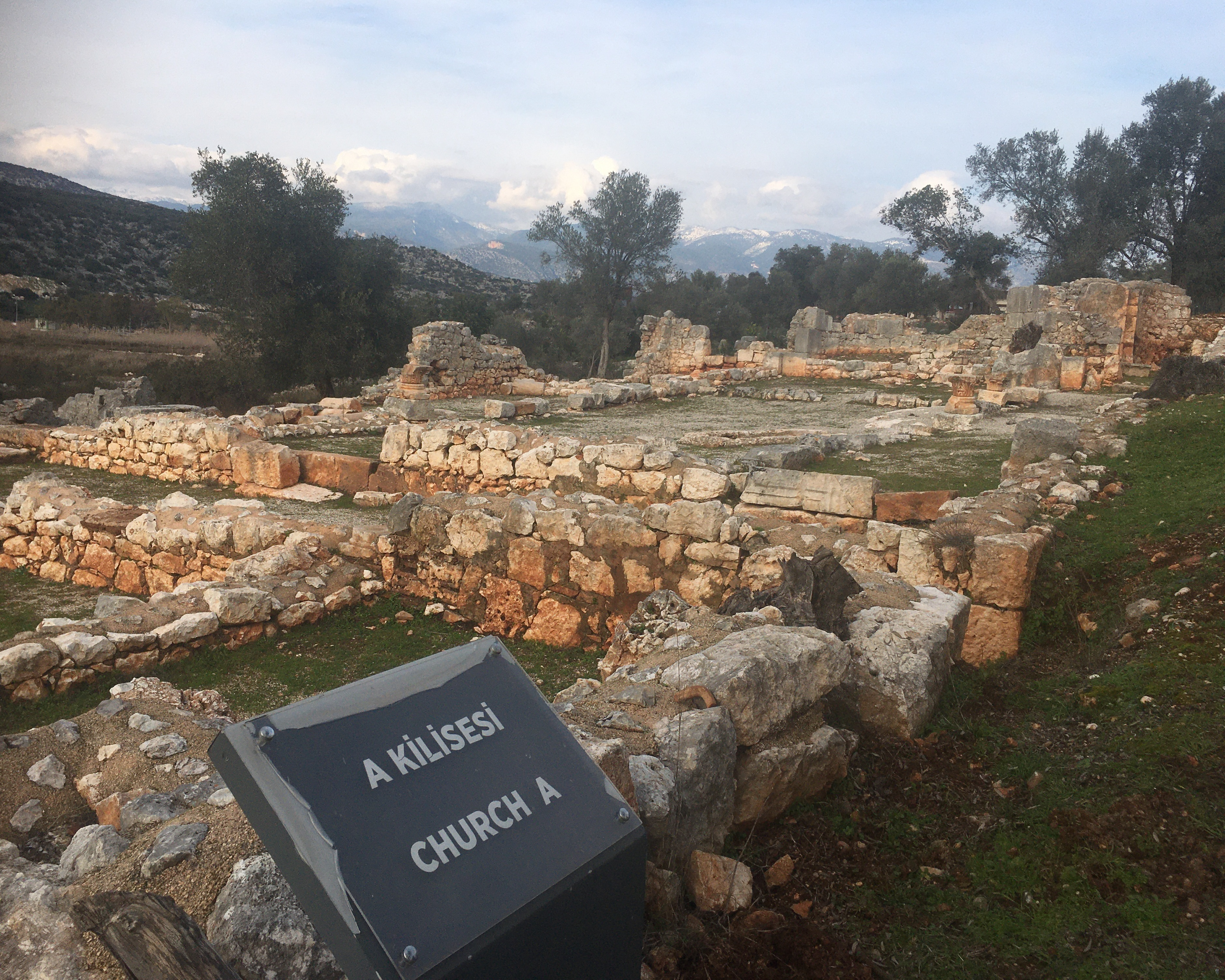
Ancienne église A
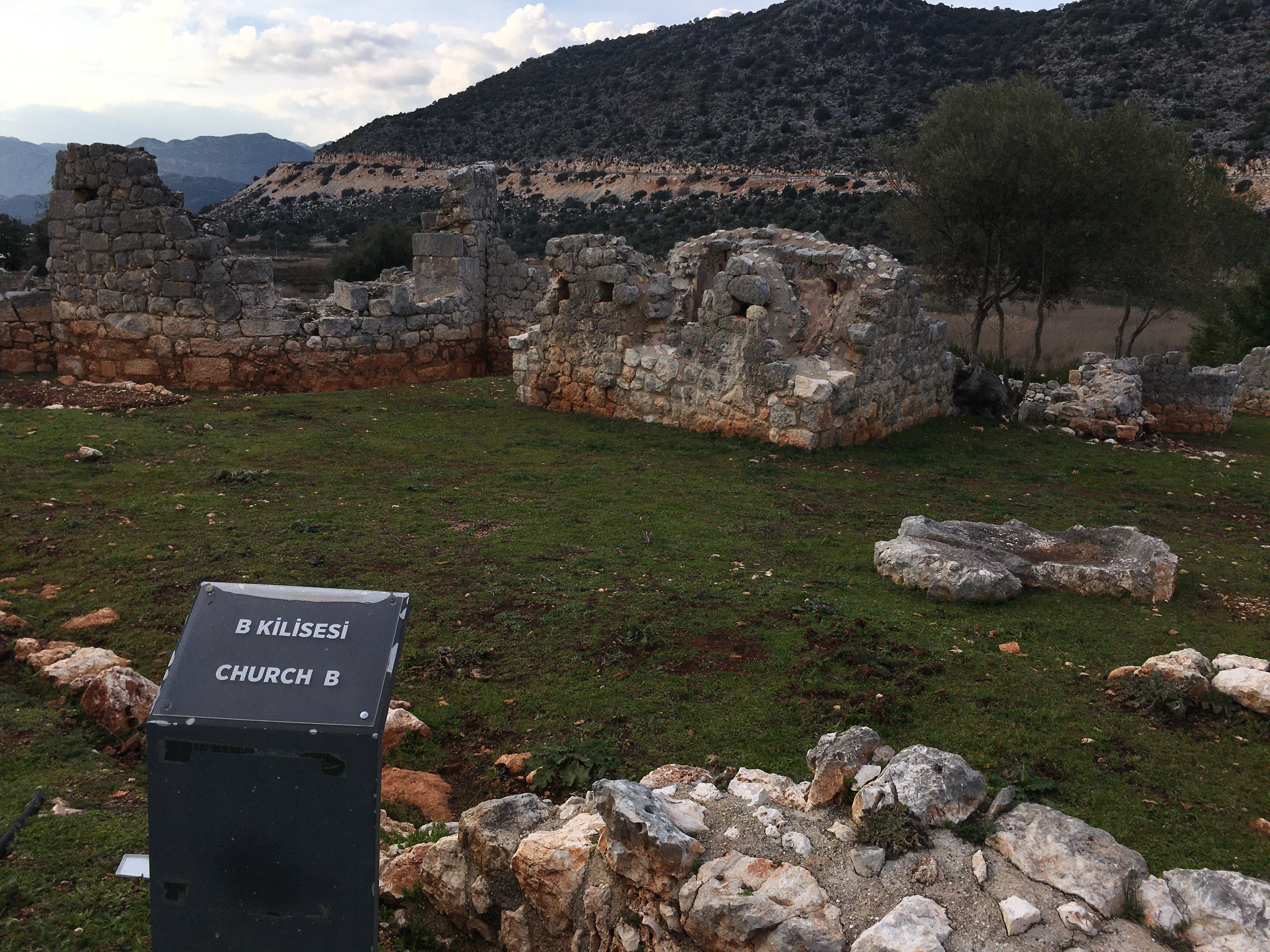
Ancienne église B
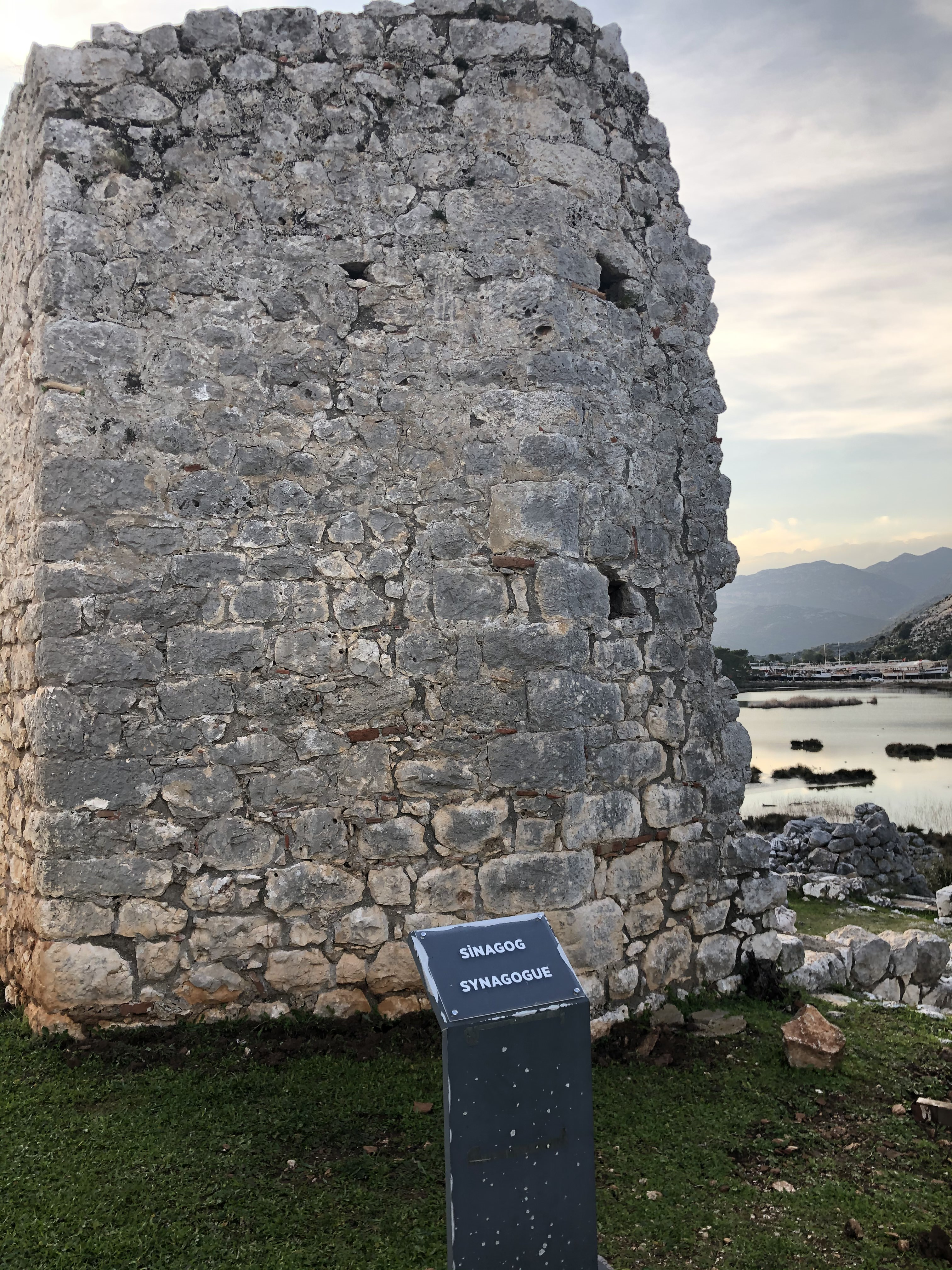
Ancienne synagogue

- Une partie couverte composée de sept grandes pièces d'une superficie de 2,400 mètres carrés contenant plusieurs artefacts retrouvés dans les villes lyciennes de Myre, Andriake (en), Patara, Xanthos, Tlôs, Arykanda, Pinara, Antiphellus et Olympos.

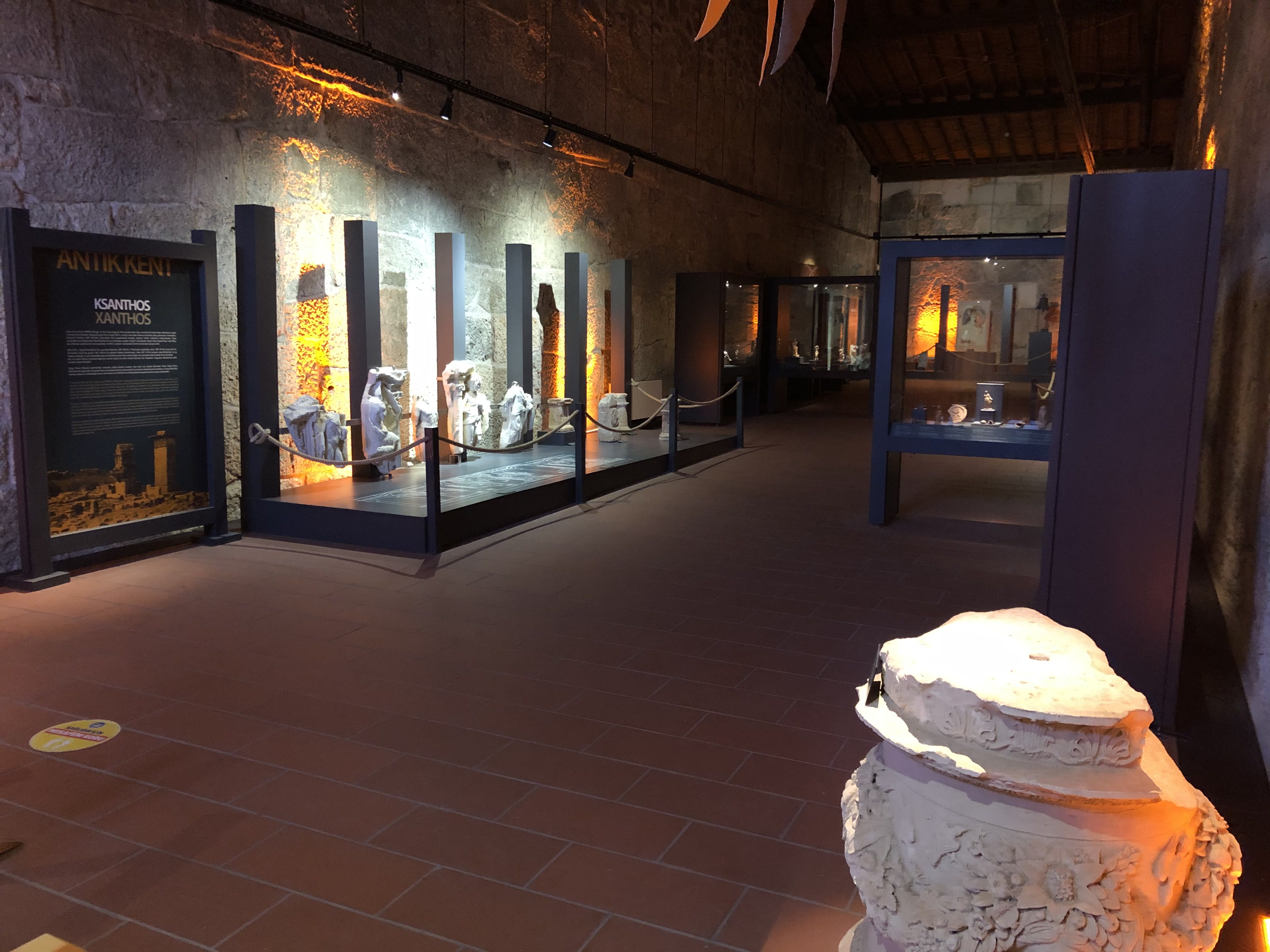
Partie couverte du musée